# Les Escaldes
Les Escaldes (névváltozata Escaldes, spanyolul Las Escaldas vagy Escaldas) város Andorrában. Az Escaldes-Engordany közösség székhelye, az ország második legnagyobb települése. A főváros, Andorra la Vella közelében, tőle délkeleti irányban helyezkedik el, 1751 m-es tengerszint feletti magasságban a Pireneusokban. Lakossága becslések szerint 2007 elején megközelítette a 16 400 főt.

## Külső hivatkozások
- Népessége